# شیمبارونگو، شیلی
شیمبارونگو، شیلی (به اسپانیایی: Chimbarongo) یک سکونتگاه مسکونی در شیلی است که در استان کولچاگوا واقع شده‌است.

## خصوصیات
شیمبارونگو ۴۹۷٫۹ کیلومترمربع مساحت و ۳۳٬۴۴۶ نفر جمعیت دارد و ۲۹۵ متر بالاتر از سطح دریا واقع شده‌است.